# Олимпийский стадион (Амстердам)
Олимпийский стадион в Амстердаме (нидерл. Olympisch Stadion) — мультиспортивный стадион в городе Амстердам, Нидерланды, в настоящее время является Олимпийским музеем. Построен по проекту архитектора Яна Вилса как главная арена Летних Олимпийских игр 1928 года, является первым Олимпийским стадионом, на котором была возведена специальная башня с чашей для зажжения Олимпийского огня. Вмещает 31 600 зрителей. До 1996 года являлся второй домашней ареной футбольного клуба «Аякс», проводившего на Олимпийском стадионе некоторые важные, сопровождаемые повышенным зрительским интересом матчи (основной ареной клуба являлся стадион «Де Мер»). Однако после открытия в 1996 году стадиона «Амстердам Арена» (с 2018 года «Йохан Кройф Арена»), рассчитанного на 51 000 зрителей, необходимость в использовании стадиона для футбольных матчей у клуба отпала. В период с 1972 по 1980 годы являлся домашней ареной футбольного клуба Амстердам. Иногда стадион являлся местом проведения матчей национальной сборной по футболу. Первый матч сборная Нидерландов провела на стадионе 30 мая 1928 года против сборной Уругвая в рамках Олимпийского футбольного турнира, матч завершился со счетом 0:2. Последняя международная игра на стадионе состоялась 6 сентября 1989 года, товарищеский поединок против сборной Дании завершился со счетом 0:2.

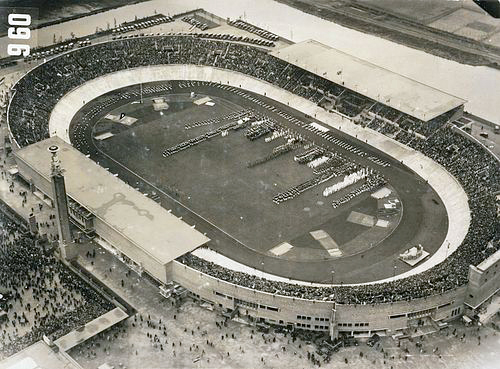
Стадион во время проведения Олимпийских игр 1928 года

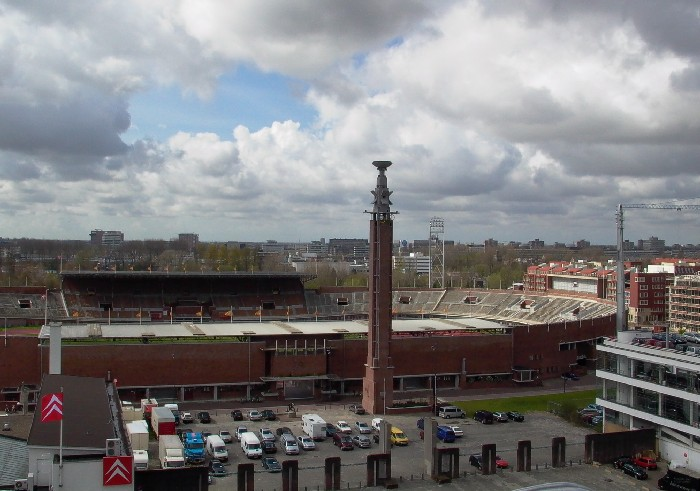
Фотография стадиона в 2005 году

Дважды стадион являлся местом проведения финальных турниров европейских футбольных кубков. В 1962 году в финале Кубка чемпионов «Бенфика» переиграла «Реал Мадрид» со счетом 5:3. В 1977 году в финале Кубка обладателей Кубков «Гамбург» переиграл «Андерлехт» со счетом 2:0. В 1987 году власти Амстердама выступили с предложением снести стадион, однако в итоге было принято решение сохранить стадион как архитектурный и исторический памятник. В период с 1996 года по 2000 год на стадионе были проведены реставрационные работы, в результате которых стадиону был возвращен оригинальный вид 1928 года.
Муниципалитетом Амстердама и Королевским союзом лёгкой атлетики Нидерландов рассматривался вариант подачи заявки на проведения в 2014 году чемпионата Европы по легкой атлетике, Олимпийский стадион должен был стать главной ареной чемпионата, однако позже в качестве города проведения на 2014 год был выбран Цюрих, а в Амстердаме прошёл чемпионат Европы 2016 года.
С 1975 года стадион традиционно используется как финишная площадка Амстердамского марафона. Стартовая площадка устраивается на перегораживаемой на время мероприятия части городской магистрали s108 (Stadionweg) непосредственно перед входом на стадион. 
С 28 февраля по 2 марта 2014 года на стадионе прошёл совмещенный чемпионат Нидерландов по конькобежному спорту в классическом и спринтерском многоборьях, для которого стадион на время переоборудуют в 400-метровый каток..